# Niponius foveicollis
Niponius foveicollis är en skalbaggsart som beskrevs av Lewis 1913. Niponius foveicollis ingår i släktet Niponius och familjen stumpbaggar. Inga underarter finns listade i Catalogue of Life.